# Les Mots de la géographie
Les Mots de la géographie, dictionnaire critique est un dictionnaire de géographie en langue française dirigé par les géographes Roger Brunet, Robert Ferras et Hervé Théry et rédigé par 14 autres géographes du GIP-RECLUS, édité pour la première fois en 1993.

## Contenu
Dans la première édition qui contient 2 760 entrées, près de 80 % sont de Roger Brunet, 6 % sont de Robert Ferras et 4 % d'Hervé Théry, qui sont tous trois spécialistes de géographie humaine. Les concepts traités concernent l'ensemble des champs de la géographie, physique et humaine. Il n'y a aucune carte ou autre document visuel.

## Réception
Dès sa sortie, l'ouvrage a fait l'objet de critiques parfois virulentes, en particulier de la part de géomorphologues, dont Yannick Lageat qui écrit :

« De aa (« premier mot incontournable de tout dictionnaire de géographie ») à yardang (« mot du folklore géomorphologique »), leur ouvrage exhale une haine inextinguible de la géographie physique, et surtout de la géomorphologie qui occuperait, dans cette dernière, « la place du cheval dans le pâté d'alouette ».
[...] On le voit, à la lecture de cet ouvrage qui se veut d'un humour dévastateur, on rit beaucoup. Qu'on en juge encore ! On y relèvera, entre autres développements désopilants :

- qu'à propos du rôle morphologique des inlandsis, il est opportunément rappelé que « la Pologne reste très marquée par la calotte » ; [...]

- que l'expression on the rocks permet par antithèse de comprendre la structure d'un rock glacier, etc., etc.
[...] Les mêmes auteurs, hésitant entre le pamphlet et le canular, s'autorisent-ils à dire la norme dans une discipline dont ils dénoncent par ailleurs les déviances. Les coups bas qui lui sont régulièrement distribués ne contribueront pas plus à affaiblir la géomorphologie qu'à légitimer le pouvoir des ayatollahs qui ont, de longue date, décidé de l'abattre... »